# Patience Cooper
Patience Cooper, née vers 1905 et morte en 1983, est une actrice indienne des premiers temps du cinéma indien. Au sommet de sa carrière dans les années 1920, elle enchaîne les succès jouant dans les principaux genres cinématographiques de l'époque tels que les films historiques, mythologiques ou sociaux tout autant que dans des fantaisies orientalistes. Avant Sulochana, Zubeida ou Gohar, Patience Cooper est connue pour être la première grande vedette féminine du cinéma indien.

## Biographie
Patience Cooper est née dans la région de Calcutta vers 1905, dans une famille juive originaire d'Irak,,,. Elle a deux sœurs, Pearl et Violet, toutes deux actrices qui apparaissent aux génériques de quelques films à partir des années 1920. Après de courtes études, Patience commence comme danseuse dans la troupe eurasienne The Bandman Musical Comedy Company de l'impresario américain Maurice E. Bandmann. Elle devient ensuite actrice au sein de l'Elphinstone Theatrical Company puis de la Corinthian Stage Company, deux compagnies de théâtre parsi appartenant à J.F. Madan.
En 1919, ce dernier crée Madan Theatres Ltd. en y incorporant ses compagnies théâtrales et ses salles de spectacles, dont le Corinthian Theatre. Il pose ainsi la première pierre d'un empire cinématographique qui contrôlera plus de la moitié des salles indiennes au milieu des années 1920. Patience Cooper, qui était une actrice de théâtre connue est déjà sous contrat avec J.F. Madan. Elle devient la vedette principale de ce nouveau studio basé à Calcutta.

### Cinéma muet

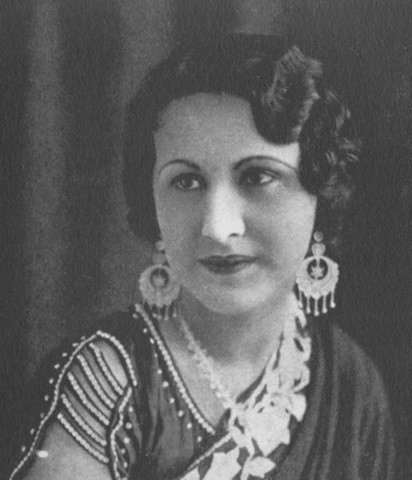
Patience Cooper (vers 1925)

Patience Cooper débute dans Nala and Damayanti qui sort sur les écrans de Calcutta en 1920,. J.F. Madan qui souhaitait produire un cinéma spectaculaire à même d'attirer un public international, fait appel à des talents italiens pour cette première superproduction de Madan Theatres. Eugenio De Liguoro réalise ainsi le film et incarne lui-même le méchant Pushkar dans un drame inspiré d'un épisode du Mahabharata. Patience Cooper joue le rôle-titre de la magnifique et noble princesse Damayanti dont la vie est bouleversée par l'intervention des dieux. Même s'il est tourné en grande partie sur la scène du Corinthian Theater, Nala and Damayanti  présente un souffle épique, des effets spéciaux et une campagne promotionnelle à même de rivaliser en Inde avec les films occidentaux de l'époque.
Toujours dans l'idée de concurrencer le cinéma occidental, J.F. Madan fait également appel au français Camille Legrand, un ancien opérateur de Pathé, pour réaliser Behula (1921), Vishnu Avatar (1921) et Ratnavali (1922) dans lesquels Patience Cooper est la vedette féminine. En 1921, elle est la reine Suniti dans Dhruva Charita. Cette réalisation spectaculaire d'Eugenio De Liguoro, toujours tournée sur la scène du Corinthian Theater, reprend une partie de la distribution de Nala and Damayanti. Master Mohan ou les époux Manelli mais aussi d'autres acteurs occidentaux tels que James McGrath dans le rôle du roi, sont à l'affiche de ce film d'inspiration mythologique. Dhruva Charita est un succès en Inde et une version raccourcie est distribuée en Europe.
Patience Cooper joue souvent le rôle d'une épouse vertueuse profondément dévouée à son mari, confrontée à des dilemmes moraux ou opposée à une femme fatale autrement attirante. C'est ainsi qu'elle est Leelavati dans Pati Bhakti de J.J. Madan sorti sur les écrans en 1922. Habillée de robes vaporeuses, la ravissante Signora Manelli est à nouveau « l'autre femme » que certains ont comparé à une version indienne de Theda Bara. Ce film social est une réussite commerciale considérable et constitue un des plus grands succès de Patience Cooper. Elle est encore en tête d'affiche dans Patni Pratap, un autre succès majeur de J.J. Madan en 1923. Dans ce qui est son premier double rôle (elle incarne deux sœurs) et un des premiers du cinéma indien, elle souffre et s'humilie pour regagner l'amour de son époux.
On la dit anglo-indienne, ce qui ne l'empêche pas de jouer dans des films mythologiques hindous. Elle participe également aux premières fantaisies orientalistes du cinéma indien. Patience Cooper incarne ainsi des princesses musulmanes comme dans Laila Majnu (1922) qui fera sourciller le bureau de censure pour un baiser trop appuyé, ou Nurjehan (1923) dans lequel elle tient le rôle-titre opposée à Ezra Mir.
Elle tourne au total 15 films dont 8 muets sous la direction de J.J Madan. Ce dernier reprend le flambeau de son père J.F. Madan à sa mort en 1923. Sous son impulsion, Madan Theatres acquiert les droits d' œuvres d'auteurs bengali  tels que Rabindranath Tagore ou Bankim Chandra Chatterjee pour les adapter au cinéma. Patience Cooper est à l'affiche de trois succès importants en 1926 : Joydev, une biographie du poète indien Jayadeva qui reste en salle 23 semaines à Calcutta, Krishnakant's Will d'après la célèbre nouvelle de Bankim Chandra Chatterjee où Seeta Devi interprète la femme fatale, et Profulla d'après la pièce de Girish Gosh. Elle participe par la suite à trois autres adaptations de nouvelles de Bankim Chandra Chatterjee : Durgesh Nandini (1927), Kapal Kundala (1929) qui entre dans l'histoire comme étant le premier film indien présenté en salle 25 semaines d’affilée, puis enfin Rajsingha (1930).

### Cinéma parlant

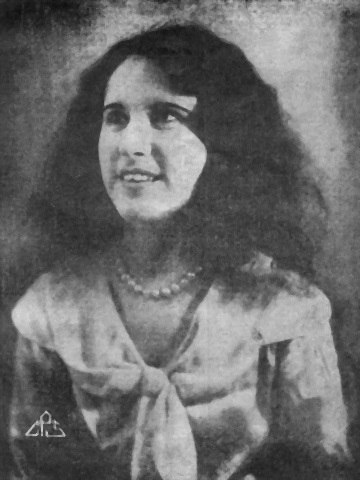
Patience Cooper (vers 1930)

J.J. Madan commence début 1929 à équiper ses salles de cinéma pour la diffusion de films sonores, signant ainsi en Inde le début de la course au talkies. Patience Cooper, comme beaucoup d'autres acteurs passent des essais de voix, mais c'est Jehanera Kajjan qui est retenue pour être la vedette de Shirin Farhad, le premier film parlant en hindi de Madan Theatres, sorti peu après Alam Ara en 1931. Patience Cooper est cependant dans trois des huit talkies produits cette même année par le studio de Calcutta. Elle ne parle pas bengali et à l'exception d'un seul film tourné beaucoup plus tard, toutes ses collaborations seront dans des films en hindi.
Si elle n'était pas du premier talkie indien, Patience Cooper participe au premier film indien tourné en couleur, Bilwamangal, sorti en 1932. Elle joue le rôle de la courtisane Chintamani dont est amoureux le héros Bilwamangal dans ce remake du premier film de Madan Theatres présenté en 1919. Son personnage est important mais la promotion de ce film d'inspiration religieuse est faite avant tout sur les chansons interprétées par le couple vedette de Shirin Farhad : Jehanera Kajjan et Master Nissar. Elle connait un de ses derniers succès avec Zehari Saap de J.J. Madan sorti en 1933. Mais là encore, l'engouement du public pour ce film en costumes est peut-être à mettre au crédit de la présence de Jehanera Kajjan que les journaux surnomment « le rossignol de l'Inde ».
La santé financière de Madan Theatres décline rapidement à cette époque. Le coût important de l'équipement sonore des salles de cinéma alors que l'Inde traverse le contrecoup de la crise économique de 1929 porte un coup très dur à l'entreprise. Les salles sont vendues une à une. La corruption gagne. Les films sont moins ambitieux et le public s'en détourne. Patience Cooper reste pourtant fidèle au studio jusqu'à la fin, vers 1936. Elle apparaît dès 1935 dans des films d'autres studios de Calcutta, en particulier East India Film Company pour lequel travaille son mari Gul Hamid.
Patience Cooper connait son seul succès après la chute de Madan Theatres dans Baghi Sipahi d'A.R. Kardar où elle donne la réplique à Gul Hamid. Elle se retire ensuite de l'écran pour ne revenir qu'en 1943 dans Ranee de P.C. Barua. Elle passe totalement inaperçue et quitte définitivement le cinéma en 1946.

### Vie privée
Patience Cooper aurait épousé dans les années 1920 Mirza Ahmad Ispahani, le fils d'un riche propriétaire de plantations de thé,. Elle divorce vraisemblablement car elle épouse l'acteur Gul Hamid en secret dans les années 1930. Elle se convertit à l'islam après le mariage et se fait appeler Sabra Begum. Gul Hamid meurt d'un lymphome de Hodgkin en 1936. Il semble qu'elle soit restée proche de Mirza Ahmad Ispahani car elle le suit à Dacca au Bengale oriental lors de la partition de l'Inde. Patience Cooper meurt à Karachi au Pakistan en 1983 entourée de ses enfants adoptifs.

## Filmographie

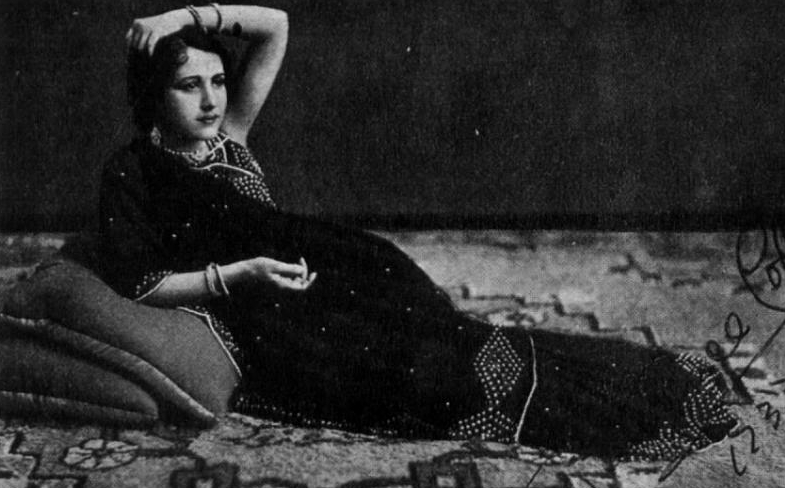
Patience Cooper vers 1932

### Films muets
- 1920 : Nala and Damayanti d'Eugenio De Liguoro
- 1921 : Behula /  Mansha Pooja de Camille Legrand
- 1921 : Dhruva Charitra / Triumph of Devotion d'Eugenio De Liguoro
- 1921 : Mohini / Triumph of Faith / Ekadashi de Sisir Bhaduri
- 1921 : Vishnu Avatar de Camille Legrand
- 1922 : Ganga Avataran / Bhagirath Ganga
- 1922 : Kamaley Kamini / Maid of the Lotus de Sisir Bhaduri
- 1922 : Laila Majnu de J.J. Madan
- 1922 : Matri Sneh / Mother's Devotion de Jyotish Banerjee
- 1922 : Nartaki Tara / Tara the Dancer de J.J. Madan
- 1922 : Pati Bhakti / Human Emotions de J.J. Madan
- 1922 : Raja Bhoj
- 1922 : Rajkumari Budur / Kamar-al-Zaman de J.J. Madan
- 1922 : Ramayan d'Eugenio De Liguoro (Serial en 4 parties)
- 1922 : Ratnavali de Camille Legrand
- 1922 : Sati / Daksha Yagna
- 1923 : Nurjehan / Light of the World de J.J. Madan
- 1923 : Patni Pratap de J.J. Madan (Serial en 2 parties)
- 1924 : Toorki Hoor de J.J. Madan
- 1925 : Adooray Chele / Pampered Youth de J.J. Madan
- 1925 : Kashmiri Sundari
- 1925 : Sansar Chakra
- 1925 : Sati Lakshmi de Jyotish Banerjee
- 1926 : Dharma Patni de Jyotish Banerjee
- 1926 : Joydev / Jaydev de Jyotish Banerjee
- 1926 : Krishnakant's Will de Priyanath Ganguly et Amritlal Bose
- 1926 : Profulla / Prafulla de Jyotish Banerjee
- 1927 : Chandidas de Jyotish Banerjee
- 1927 : Durgesh Nandini de Priyanath Ganguly
- 1927 : Jana de Priyanath Ganguly
- 1928 : Aankh Ka Nasha
- 1928 : Bhranti / Vranti de Jyotish Banerjee
- 1928 : Hoor-e-Arab de Ratansha Sinore
- 1929 : Kapal Kundala de Priyanath Ganguly
- 1930 : Bharat Ramni de Jyotish Banerjee
- 1930 : Ganesh Janma de Jal Ariya
- 1930 : Kal Parinaya / Fatal Mariage de Priyanath Ganguly
- 1930 : Rajsingha de Jyotish Banerjee
- 1930 : Vaman Avtaar
- 1931 : Alladin And The Wonderful Lamp de Jal Ariya
- 1931 : Bibaha Bibhrat de Jatin Das

### Films parlants
- 1931 : Bharati Balak de Aga Hashr Kashmiri
- 1931 : Samaj Ka Shikar de M. Gidwani
- 1931 : Satyawadi Raja Harishchandra de J.J. Madan
- 1932 : Alibaba And Forty Thieves de J.J. Madan
- 1932 : Bilwamangal / Bhakt Soordas de Fram Madan
- 1932 : Chatra Bakavali de J.J. Madan
- 1932 : Educated Wife
- 1932 : Hathili Dulhan de J.J. Madan
- 1932 : Pati Bhakti de S.N. Bhalla
- 1933 : Dhruva de Jyotish Banerjee
- 1933 : Madhur Murli
- 1933 : Nakli Doctor de J.J. Madan
- 1933 : Zehari Saap de J.J. Madan
- 1934 : Anokha Prem de F.R. Irani
- 1934 : Bhakta Ke Bhagwan de V.M. Gunjal
- 1934 : Garib Ki Duniya de Sorab Kerawala
- 1934 : Kanya Vikraya / Lobhi Baap de Mohammed Hussain
- 1934 : Kismet Ka Shikar de Mohammed Hussain
- 1934 : Sakhi Lutera de Sorab Kerawala
- 1935 : Asmat Ka Moti /  Chirag-e-Arab de Fram Sethna
- 1935 : Dil Ki Pyaas de J.J. Madan et Sorab Kerawala
- 1935 : Jawani Ka Nasha de F.R. Irani
- 1935 : Mera Pyara d'Ezra Mir
- 1935 : Prem Ki Ragini de F.R. Irani
- 1935 : Sulagto Sansar / Murderer de G. R. Sethi
- 1936 : Baghi Sipahi d'A.R. Kardar
- 1936 : Khyber Pass de Gul Hamid
- 1936 : Mohabbat Ka Toofan de Fram Sethna
- 1936 : Noor-e-Wahadat de G.R. Sethi
- 1936 : Sita Haran de Sorab Kerawala
- 1937 : Fakh-re-Islam / Pride of Islam de Nanubhai Vakil
- 1943 : Rani de P.C. Barua
- 1944 : Chandar Kalanka de P.C. Barua (version bengali de Rani)
- 1944 : Iraada de S. Shamsuddin
- 1946 : Khan Saheb de Prem Sethna